# Slavko Dokmanović
Slavko Dokmanović (serbisch-kyrillisch Славко Докмановић; * 14. Dezember 1949 in der SR Kroatien, Jugoslawien; † 29. Juni 1998 in Den Haag) war ein mutmaßlicher serbischer Kriegsverbrecher.

## Kriegsverbrechen
Dokmanović wurde des mehrfachen Bruchs der Genfer Konvention sowie Verbrechen gegen die Menschlichkeit angeklagt, die er zur Zeit seiner Tätigkeit als Bürgermeister der kroatischen Stadt Vukovar zu Beginn des Kroatischen Unabhängigkeitskrieges begangen haben soll.
Dokmanović wurde 1997 durch Mitglieder der polnischen Spezialeinheit GROM in Bosnien aufgespürt und festgenommen. Er musste sich zusammen mit Mile Mrkšić, Veselin Šljivančanin und Miroslav Radić für ihre Rollen in Zusammenhang mit dem Massaker von Vukovar verantworten. Zu Beginn seines Prozesses vor dem Haager Kriegsverbrechertribunal plädierte er auf nicht schuldig in allen Anklagepunkten. Im weiteren Verlauf des Prozesses fand man Dokmanović am 29. Juni 1998 erhängt in seiner Zelle, so dass das Verfahren gegen ihn ohne einen Urteilsspruch abgebrochen wurde.